# Румелійська залізниця
Румелійська залізниця (тур. Rumeli Demiryolu, фр. Chemins de fer Orientaux) — залізнична компанія, що працювала у Румелії (в європейській частині Османської імперії), що простягалась уздовж Балканського півострова і пізніше Європейської Туреччини, з 1870 по 1937 рік.
Одна з п'яти перших побудованих залізниць в Османській імперії, основна магістраль на Балкани.
Між 1889 і 1937 роками залізниця приймала всесвітньо відомий поїзд східного Експресу.

## Історія

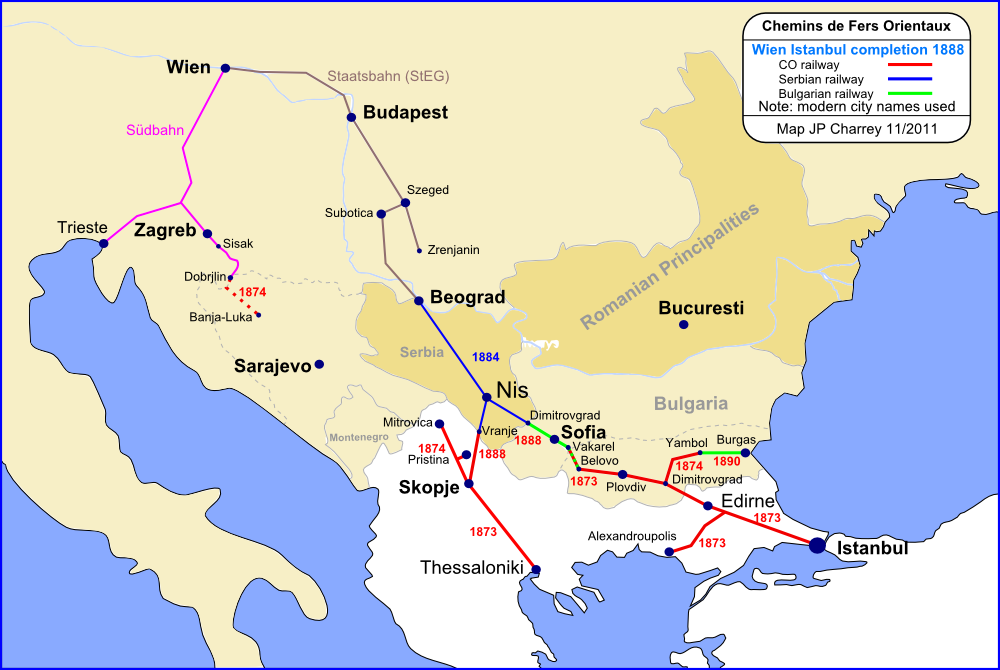
Румелійська залізниця

У другій половині XIX століття могутність Османської імперії значно скорочується. Територія імперії у Європі розширилася від Константинополя до Дунаю і Карпатських гір. Однак, у зв'язку із зростанням націоналізму на Балканах, який підтримувався Росією, Османська імперія поступово втрачає свій контроль над регіоном. Кримська війна, що принесла шкоду Росії, дала невелику перерву над російським впливом на Балканах. Стамбул вирішив зміцнити свій суверенітет у регіоні під час короткого миру. На морі панував британський військово-морський флот, тому у Блискучій Порті вирішили подивитися на інші способи транспорту. Залізниці показали свою ефективність в Західній Європі і османи прагнули довести цю технологію до імперії. Султанат побачив у будівництві залізниці з Константинополя до Відня можливість легше розгортати війська в європейській частині Імперії і нові можливості для торгівлі з Західною Європою. Однак, залізниця згодом сприяла зростанню австрійського впливу на Балканах.
Рішення будувати залізницю було зафіксовано у 1870 році, щоб побудувати лінію зі Стамбула у Відень. Через політичні проблеми на Балканах, будівництво почалося і зупинилося. У 1888 році введена в експлуатацію.
Після першої Балканської війни 1912 року залізниця була обмежена лише ділянкою у Східній Фракії. З 1937 року регіональна залізниця Туреччини.